# Madaba
Madaba (arabsko: مادبا; svetopisemsko hebrejsko מֵידְבָא Medvah, starogrško Μήδαβα) je glavno mesto guvernorata Madaba v osrednji Jordaniji s približno 80.000 prebivalci. Najbolj je znano po bizantinskih in omajadskih mozaikih, zlasti velikem mozaičnem zemljevidu Svete dežele iz bizantinske dobe. Madaba je 30 kilometrov jugozahodno od glavnega mesta Aman.

## Zgodovina
Madaba izhaja iz srednje bronaste dobe.
Nekoč je bilo moabitsko obmejno mesto, omenjeno v Bibliji v Num 21,30 in Jošui Joz 13,9).
Med vladavino rimskega in bizantinskega cesarstva od 2. do 7. stoletja je mesto tvorilo del province Arabia Petraea, ki jo je rimski cesar Trajan ustanovil za nadomestno Nabatejsko kraljestvo Petra.
Prvi dokazi za krščansko skupnost v mestu, ki ima svojega škofa, najdemo v Aktih Kalcedonskega koncila iz leta 451, kjer je Konstantin, metropolitanski nadškof Bosre (prestolnica province) podpisal v imenu Gaiana, škofa v Medabeni.
V času vladavine islamskega kalifata Omajadov je bil del južnega okrožja Jund Filastin znotraj province Bilad al Šam.
S poseljevanjem mestnih ruševin 90 arabskih krščanskih družin iz Al-Karaka na jugu, ki sta jih leta 1880 vodila dva italijanska duhovnika latinskega patriarhata Jeruzalem, so se začele arheološke raziskave. To je v bistvu dopolnilo malo razpoložljive dokumentacije.
Seznam titularjev Katoliške cerkve uporablja črkovanje 'Medaba', tradicionalno glede na starodavno škofijo, ki je osredotočena na to mesto, hkrati pa navaja moderno mesto kot 'Madaba'.
V svojih spominih nemški grof von Rantzau poroča o svojem prijatelju sultanu Gin-Achmedu, kraljevemu madabskem princu , oba sta se leta 1729 učila na univerzi Helmstedt v Nemčiji in se deset let pozneje spet srečala v Parizu.

## Podnebje
Madaba ima mediteransko podnebje z vročimi poletji (Köppnova klasifikacija Csa). Največ dežja pade pozimi. Povprečna letna temperatura v Madabi je 16,4 ° C. Letno pade približno 346 mm padavin

## Arheologija Khirbat Ataruza
Ataruz (Ataroth) je omenjen na Meševi steli. Mesto je osvojil izraelski kralj Omri, o čemer piše na steli, (Num 32) in 2Kr 3,4-27). Najstarejši napis v moabitskem jeziku je bil napisan v poznem 9. ali začetku 8. stoletja pred našim štetjem pri Khirbat Ataruzu.

## Arheološke najdbe v mestu Madaba
Prvi mozaiki so bili odkriti med gradnjo novih hiš z uporabo opeke iz starejših stavb. Novi prebivalci Madabe so se zavedali pomena mozaikov s strani svojih duhovnikov in poskrbeli, da so jih ohranili ko so prišli na svetlo.
Severni del mesta se je izkazal za območje z največjo koncentracijo mozaikov. V bizantinsko-omajadskem obdobju je to severno območje, ki ga je prečkala rimska cesta s kolonado, videl stavbo cerkve na zemljevidu, dvorec Hipolit, cerkev Device Marije, cerkev preroka Ilije s kripto, cerkev svetih mučencev (Al-Khadir), požgano palačo, cerkev družine Sunna in cerkev družine Salaita.
Mozaik zemljevida iz Madabe je bil odkrit leta 1896, najdbe pa so bile objavljene leto kasneje. To odkritje je pritegnilo pozornost znanstvenikov po vsem svetu. Pozitivno je vplivalo tudi na prebivalce, ki so delili nalezljivo strast F. Giuseppeja Manfredija, ki je ponovno odkril večino mestnih mozaikov. Madaba je v Jordaniji postala znana kot mesto mozaikov.
Mozaični zemljevid iz Madabe je zemljevid regije iz 6. stoletja in ohranjen v nadstropju grške pravoslavne bazilike svetega Jurija, ki se včasih imenuje Cerkev zemljevida. Zemljevid iz dveh milijonov koščkov barvnega kamna prikazuje hribe in doline, vasi in mesta v Palestini in delto Nila. Mozaik vsebuje najstarejšo predstavitev bizantinskega Jeruzalema, ki je bil označen kot 'Sveto mesto'. Zemljevid vsebuje pomembne podrobnosti o njegovih znamenitostih v 6. stoletju, s karto ali osrednjo kardo ulico s kolonado in cerkvijo Božjega groba. Ta zemljevid je ključ pri razvijanju znanstvenega znanja o fizični postavitvi Jeruzalema po njegovem uničenju in obnovi v letu 70 našega štetja.
Druge mozaične mojstrovine, ki jih najdemo v cerkvi Device in apostolov ter v Arheološkem muzeju, prikazujejo obilico cvetov in rastlin, ptic in rib, živali in eksotičnih zveri, pa tudi prizore iz mitologije in vsakdanjih aktivnosti lova, ribolova in kmetovanja. Na stotine drugih mozaikov od 5. do 7. stoletja je raztresenih po Madabi.
Univerza v Torontu izkopava v Madabi od leta 1996 do danes. Njihova prizadevanja so se osredotočila predvsem na zahodno akropolo, kjer je odprto polje omogočilo dostop do razkritja celotnega zaporedja zasedbe na Madabi od sodobnega obdobja do ravni zgodnje bronaste dobe. Najbolj vidna značilnost tega območja je 7,5 metra širok obrambni zid, zgrajen nekje v 9. stoletju pred našim štetjem, s poznejšimi prezidavami v vsej svoji zgodovini. Na dnu obrambnega obzidja so tudi ostanki dobro ohranjene hiše iz bizantinske dobe.
Leta 2010 so v Khirbat 'Atarozu blizu Mabade odkrili 3000 let star tempelj iz železne dobe, ki vsebuje več figuric antičnih božanstev in krožnih glinenih posod, ki so se uporabljale v moabskih verskih obredih. 

### Šola mozaikov
Inštitut za mozaično umetnost in restavriranje je bil ustanovljen leta 1992 kot šola mozaikov Madaba, financirala pa ga je italijanska vlada. To je bila srednja šola, ki je ponudila Tawjihi, jordanski ekvivalent srednješolske diplome. Leta 2007 je ministrstvo za turizem in starine v okviru Oddelka za antiko sodelovalo pri USAID-ovem projektu razvoja turizma Siyaha in pomladilo italijansko zavezo, da bo zavod začel delovati kot dvoletni program post Tawjihi. Cilj inštituta je biti center odličnosti v regiji in usposobiti domačine na znanstveni ravni za ohranjanje in obnovo številnih starodavnih mozaikov, ki so ohranjeni v Jordaniji. Študentje se učijo tudi tradicionalnih in sodobnih metod izdelave mozaikov, računalniško podprtega oblikovanja (CAD), arabščine, angleščine, geologije in kemije. Kmalu bodo študentje lahko svoje znanje prenesli tudi na univerzo Yarmouk in končali diplomo iz arheologije z nadaljnjima dvema letoma študija. [10]
Inštitut je med centrom za obiskovalce Madaba in Arheološkim parkom Madaba.

## Hammamat Ma'in
Od rimskih dni so ljudje prihajali v termalne mineralne izvire Hammamat Ma'in ali Zarka Ma'in na termalno zdravljenje in uporabljali kopeli.
Jugozahodno od Madabe je Hammamat Ma'in, termalni mineralni izviri, ki že stoletja privlačijo ljudi, da pridejo in se potapljajo v tople zdravilne vode.

## Bani Hamida
Projekt tkanja je leta 1985 začelo dvanajst žensk iz plemena in od takrat je Bani Hamida zaslovel s proizvodnjo tkanih predmetov v tradicionalno svetlih barvah. Za tkanje se uporabljajo tradicionalne talne statve, sestavljeni s kamenja in palic, izdelki pa so naprodaj na številnih prodajnih mestih v Jordaniji in tujini. Obiskovalci se lahko ustavijo v tkalnicah, ki so v vasi Mukavir in si ogledajo, kako nastajajo preproge. Ženske izdelujejo tudi okrasne sveče.

## Nov razvoj
Madaba je bila izbrana za umestitev novih univerz (Ameriška univerza v Madabi), nova naselitev nedaleč od zgodovinskega mesta pa bo imela več kot 600 vil. Kuvajtske korporacije zdaj financirajo gradnjo novih poslovnih zgradb, ki bodo zgrajene na Madabi.

## Turistične znamenitosti
Glavna atrakcija Madabe so njeni bizantinski mozaiki, ki pritegnejo številne obiskovalce, še posebej od nastanka arheološkega parka. Pokrivajo tla hiš in cerkva, ki izhajajo iz najzgodnejšega obdobja naselitve.
Bližnje mesto Umm ar-Rasas, jugovzhodno od Madabe na robu polsušne stepe, se je začelo kot rimsko vojaško taborišče in postalo mesto od 5. stoletja. Ima tudi zelo velike in dobro ohranjene mozaike.
Na južnem vhodu v Madabo, blizu kraljeve ceste, je cerkev Apostolov. Razvaline te bizantinske cerkve segajo v leto 578 pred našim štetjem in se trenutno obnavljajo. Tu je mozaik, znan kot 'personifikacija morja', ki prikazuje žensko, ki izhaja iz morja, obkrožena z mitskimi vodnimi bitji in mešanico ovnov, bikov, papig in eksotične vegetacije. Mozaik je podpisal mojster imenovan Salamanios.

### Pobratena mesta
Madaba je pobratena z:
- Betlehem, Palestina [8]
- Denton, Teksas